# Sergej Koroljov

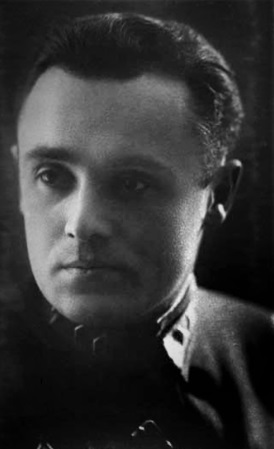
Sergej Pavlovitsj in het uniform van het Rode Leger (1938)

Sergej Pavlovitsj Koroljov (Russisch: Сергей Павлович Королёв; Oekraïens: Сергій Павлович Корольов; Serhi Pavlovytsj Koroljov) (Zjytomyr (Oekraïne), 12 januari [O.S. 30 december 1906] 1907 – Moskou, 14 januari 1966) was een Oekraïens annex Sovjet natuurkundige en ingenieur, gespecialiseerd in rakettechnologie en vader van het Sovjet ruimtevaartprogramma.

## Leven en werk

### Jeugd en studie
Koroljov groeide op in Oekraïne in de roerige tijden van de opstanden tegen tsaar Nicolaas II. In de jaren 20 studeerde hij luchtvaarttechniek aan het Polytechnisch Instituut te Kiev – een vrij nieuw vakgebied, daar het vliegtuig net twee jaar ouder was dan hij. Zijn fascinatie lag echter niet bij het vliegen door de lucht, maar bij het vliegen boven de lucht: in navolging van Konstantin Tsiolkovski lag zijn hart bij de sterren.

### Raketonderzoek en gevangenschap onder Stalin
Na zijn studie ging Koroljov begin jaren 1930 aan het werk bij de Gruppa Isutcheniya Reaktivnovo Dvisheniya (GIRD, Groep voor Onderzoek naar Reactieve Beweging) die onderzoek deed naar raketten en ruimtevaart. Deze groep ging na twee jaar over in het RNII (Wetenschappelijk reactieaandrijvingsonderzoeksinstituut), een onderzoeksgroep onder militair toezicht; het leger begon het nut van raketten in te zien. Deze groep heeft echter nooit een werkende raket geproduceerd: tijdens Stalins Grote Zuivering werden alle leden van de groep geïnterneerd.
De periode 1938-1940 bracht Koroljov in gevangenschap door, grotendeels in een goudmijn in Kolyma in Siberië. Zijn redding kwam toen oorlog met nazi-Duitsland onafwendbaar leek en Stalin het nut van aeronautische ingenieurs begon in te zien. Koroljov werd tewerkgesteld in een sjarasjka, een strafkamp voor wetenschappers, samen met medegevangene Sergej Toepolev.

### 'Hoofdontwerper' voor ballistische raketten
Na de oorlog werd Koroljov vrijgelaten en aangesteld als hoofdwerktuigbouwkundige ("Hoofdontwerper") van een groep die aan het werk ging aan de R-11, een Russische ballistische raket. Voordat dit werk af was, kreeg Koroljov op 1 april 1953 echter toestemming om te gaan werken aan de R-7, de (geplande) eerste intercontinentale raket. Hiervoor werd Koroljov een onderzoeksfaciliteit ter beschikking gesteld nabij Moskou, die later Sterrenstad werd genoemd. Koroljovs praktische en pragmatische aanpak van zaken was er daar de reden van dat Sterrenstad in zo korte tijd zoveel succes boekte. Koroljovs reputatie was toen al legendarisch als grofgebekt maar gerespecteerd managementgenie.

### Spoetnik

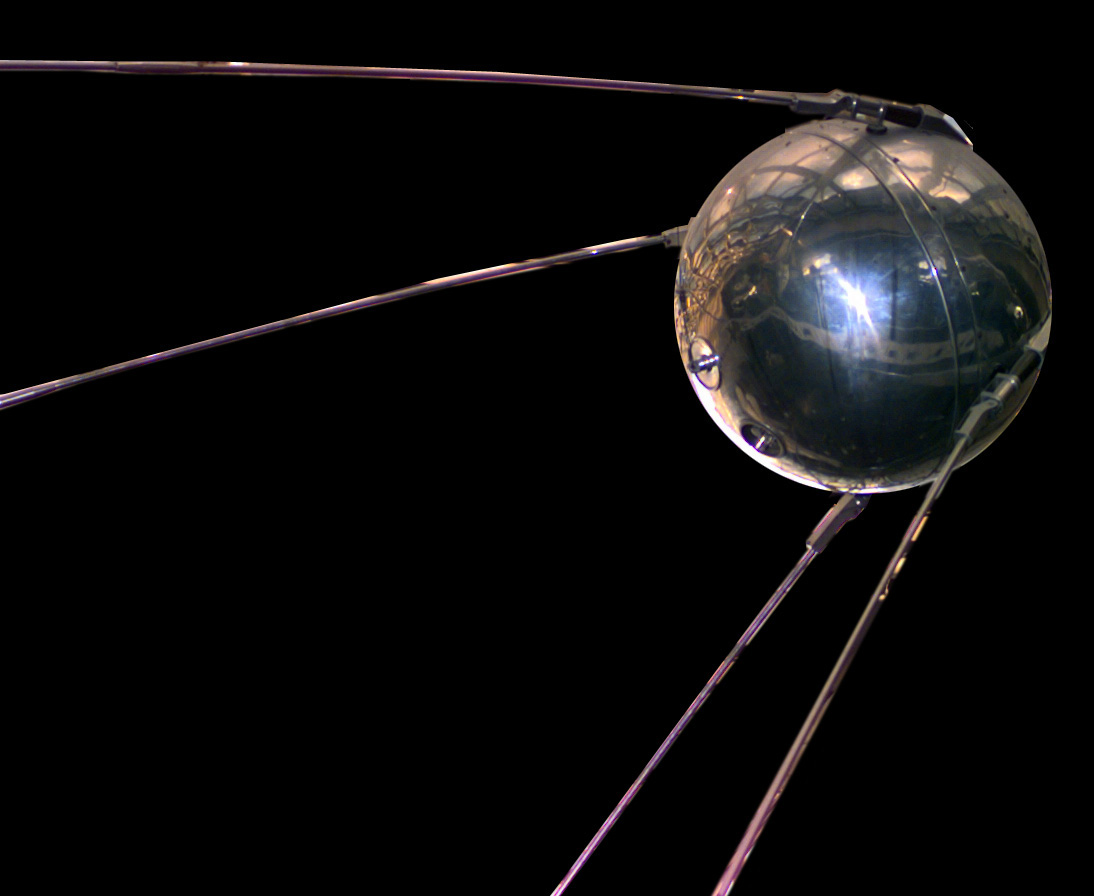
Spoetnik-1

Begin 1957 kondigde de Verenigde Staten aan van plan te zijn een kunstmatige satelliet in een baan om de Aarde te brengen, naar het idee van Arthur C. Clarke. Onmiddellijk gegrepen door de mogelijkheden stelde Koroljov voor om de Amerikanen te snel af te zijn. Zijn R-7 kreeg opeens een heel ander doel dan oorlogswerktuig: op 4 oktober 1957 bracht de R-7 de Russische sonde Spoetnik in een baan om de Aarde, voor de Amerikaanse lancering. Hiermee was de ruimtewedloop geboren.

### Maansondes en bemande ruimtevaart

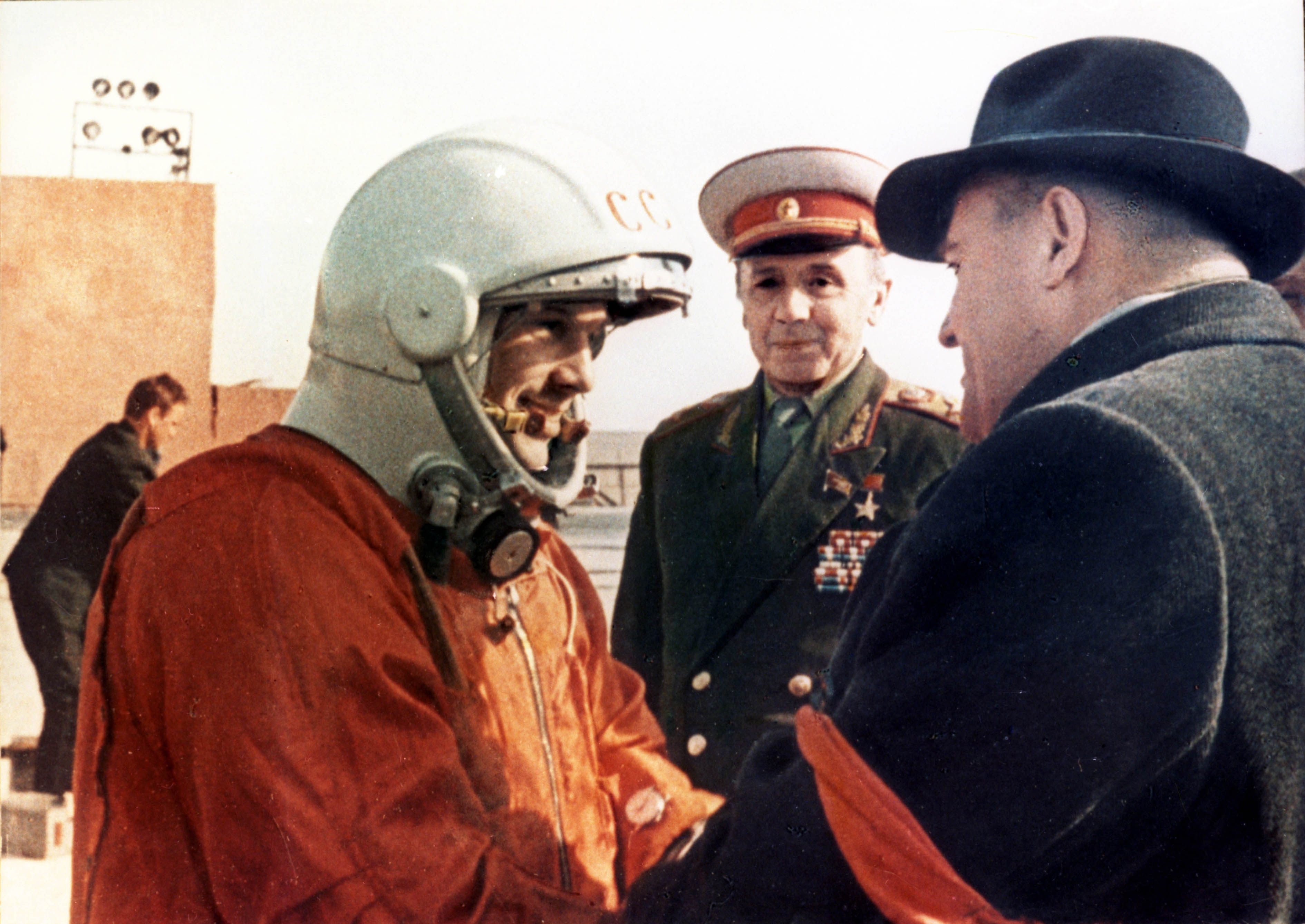
Joeri Gagarin met Kirill Moskalenko en Sergej Koroljov voor vertrek van de eerste ruimtevlucht

Na Spoetnik stapelde succes zich op succes; sondes werden gelanceerd en het Sovjet maanlandingsprogramma werd gestart. Een hele serie Loena-sondes werd gelanceerd om de weg voor te bereiden en te ontdekken hoe mensen op de maan te brengen. Hierbij werd niet geschroomd om falen ook als succes te verkopen: een vroege Loena 1-sonde die in januari 1959 een harde landing op de maan had moeten uitvoeren, miste ruimschoots zijn doel en draait nu nog in een baan om de Zon.
Het volgende, werkelijk grote succes was op 12 april 1961: kosmonaut Joeri Gagarin volbracht de eerste, bemande ruimtevlucht aan boord van de Vostok 1. Daarna volgde een nek-aan-nek race met de Amerikanen om de maan te bereiken. De Russische Loena sondes kwamen in banen om de maan (en zonden in 1959 voor het eerst foto's van de achterkant van de Maan) en landden zachtjes op de Maan om landingsplaatsen uit te zoeken en het terrein te verkennen. Ook ontwierp Koroljev maanraketten, zoals de N1.

### Overlijden
Koroljov zou echter de uitkomst van al zijn harde werk niet meemaken. Twee dagen na zijn 59ste verjaardag onderging hij een operatie aan zijn aambeien. Koroljov overleed op de operatietafel. Zijn urn is te vinden in de muur van het Kremlin. Vasili Misjin werd zijn opvolger in het ruimtevaartprogramma.

## Op film en televisie
- Space Race (televisieserie, BBC-coproductie met NDR, Channel One TV en National Geographic Channel, 2005); Koroljov wordt gespeeld door Steve Nicolson

## Trivia
- In het Russischtalige boek "Course to Mars", gepubliceerd rond 1990, staat een verslag van een van de eerste Russische Marsmissies. Slechts enkele weken voor lancering bleek het onbemande ruimtescheepje tijdens het testen te zwaar. Koroljov gaf persoonlijk bevel om een wetenschappelijk experiment bedoeld om leven op Mars aan te tonen uit het vaartuig te slopen. Vervolgens werd dit instrument blootgesteld aan de weersomstandigheden in de steppe van Kazachstan bij Bajkonoer. Koroljov redeneerde met boerenverstand dat als het ding op die plek leven kon aantonen dit zeker op Mars zou lukken. De omstandigheden waren daar redelijk vergelijkbaar met de barre omstandigheden in Kazachstan. Het apparaat slaagde er niet in en zakte voor de test; het werd niet mee gelanceerd en de sonde was nu licht genoeg.[1]
- Russische Kosmonauten bezoeken voordat ze aan hun missie beginnen het huis van Koroljov.